# Strada nazionale 34 del Lago Maggiore
La strada nazionale 34 del Lago Maggiore era una strada nazionale del Regno d'Italia, che congiungeva Milano alla Svizzera, percorrendo la sponda occidentale del lago Maggiore.

## Storia
Venne istituita nel 1923 con il percorso "Milano - Gallarate - Arona - Gravellona - Confine svizzero presso Brissago".
Nel 1928, in seguito all'istituzione dell'Azienda Autonoma Statale della Strada (AASS) e alla contemporanea ridefinizione della rete stradale nazionale, il suo tracciato costituì il tratto iniziale della strada statale 33 del Sempione (da Milano a Gravellona Toce) e l'intera strada statale 34 del Lago Maggiore (da Gravellona Toce al confine).